# Trias bonaccordensis
Trias bonaccordensis är en orkidéart som beskrevs av C.Sathish Kumar. Trias bonaccordensis ingår i släktet Trias och familjen orkidéer. Inga underarter finns listade i Catalogue of Life.